# アルビレオ・フルートカルテット
アルビレオ・フルートカルテットは、日本の女性フルート奏者4人のアンサンブル。日本とドイツで定期的に活躍する。
1980年に関西の音楽大学（主に京都市立芸術大学）出身のフルート奏者4人により、京都とドイツのルートヴィヒスブルク (Ludwigsburg) で結成された。リーダー兼発起人は福井茂子。当時のメンバーは他にフリーの米山紀子、樋上弘子、篠笛奏者でもある井伊享子らがいたが、母体には事実上琵琶湖畔のフルート・オーケストラ「湖笛の会」のメンバーもかかわっている。その後メンバーが絶えず入れ代わり、他の音大出身生やドイツ人などの外国人も加わった。
演奏活動としては毎年春に関西で、秋にヨーロッパなどで定期的に演奏会を行っていて、CD録音などがオランダなどのFM放送などで放送されている。そのほか日本人作曲家への委嘱も多く、毎年数曲を定期的に演奏している。ミュンヘンの4分33秒楽譜出版社などから楽譜が出版されていて、ドイツの音楽雑誌「フレーテ・アクトゥエル」（Flöte Aktuel）や「シュトゥットガルト・ツァイトゥング」紙や「シュトゥットガルト・ナッハリヒテン」紙などの新聞にも毎年のように紹介される。

## CD
ドイツ・ルートヴィヒスブルクのアニマート・レーヴェルなどから数枚が発売されている。